# كير (ميدلت)
ڭير هي قرية أمازيغية مغربية وجماعة قروية وسط غربي المغرب. تنتمي ڭير لإقليم ميدلت بجهة مكناس تافيلالت. تضم هذه الجماعة القروية 3.499 نسمة (إحصاء 2004).